# Hyperbaenus camerani
Hyperbaenus camerani är en insektsart som beskrevs av Griffini 1911. Hyperbaenus camerani ingår i släktet Hyperbaenus och familjen Gryllacrididae. Inga underarter finns listade i Catalogue of Life.